# João Gabriel de Ávila
João Gabriel de Ávila (Velas, 18 de Abril de 1923 — Angra do Heroísmo, 27 de julho de 2006) foi um historiador e publicista açoriano que notabilizou pelos seus estudos sobre a história da ilha de São Jorge. Foi sócio do Instituto Histórico da Ilha Terceira.

## Biografia
João Gabriel de Ávila nasceu em 18 de Abril de 1923 na vila das Velas, ilha de São Jorge, ao tempo parte do Distrito Autónomo de Angra do Heroísmo, frequentou o Liceu Nacional de Angra do Heroísmo, na ilha Terceira, onde fez os estudos liceais entre 1934 e 1941.
Regressou à ilha de São Jorge, onde em 1945 ingressou na carreira administrativa como funcionário da Câmara Municipal das Velas. Ao longo da sua carreira foi chefe de secretaria (1967), assessor autárquico (1984) e chefe de repartição (1987), atingindo a reforma em 1989.
Dedicou-se desde à investigação histórica sobre a ilha de São Jorge, matéria pouco estudada, notabilizando-se pela sua escrita e pelos trabalho de divulgação cultural que empreendeu. Também se dedicou à inventariação e organização do rico arquivo histórico da Câmara Municipal das Velas.
Foi sócio do Instituto Histórico da Ilha Terceira, do Instituto Açoriano de Cultura e do brasileiro Instituto Histórico e Geográfico de Santa Catarina.
[carece de fontes?]

## Obras
Para além das contribuições dispersa por diversos periódicos, é autor das seguintes obras principais:
- O Paço Municipal das Velas, Boletim do Instituto Histórico da Ilha Terceira, XLIV, 1986 (separata)
- "A vila das Velas na história da suas ruas", Boletim do Instituto Histórico da Ilha Terceira, XLVII, 1989
- Dom Frei Bartolomeu do Pilar, Bispo do Grão Pará e Maranhão e Outras Crónicas. Ponta Delgada, Signo, 1992 OCLC 872650018
- A Ilha de S. Jorge. Descobertas. Povoamento. Economia. Velas, Câmara Municipal, 1994

## Homenagens
João Gabriel de Ávila recebeu, em 1984, a medalha de prata da Câmara Municipal das Velas.
A 21 de agosto de 1990 foi feito Oficial da Ordem do Mérito.